# إرفين لامبرت
إرفين لامبرت (بالألمانية: Erwin Hermann Lambert) هو عامل بناء ألماني، ولد في 7 ديسمبر 1909 في Schildow ‏ في ألمانيا، وتوفي في 15 أكتوبر 1976 في شتوتغارت في ألمانيا.